# Al-Bir Fawqani
al-Bir Fawqani (tiếng Ả Rập: البير فوقاني, đã Latinh hoá: al-Bīr Fawqānī) là một ngôi làng ở phía bắc tỉnh Aleppo, miền bắc Syria. Nằm trên đồng bằng Manbij phía bắc, khoảng một nửa giữa Jarabulus và hồ Sajur, ngôi làng nằm chỉ 2 kilômét (1,2 mi) về phía nam biên giới với tỉnh Gaziantep của Thổ Nhĩ Kỳ và khoảng 13 km (8,1 mi) phía tây sông Euphrates. Với 618 cư dân, theo điều tra dân số năm 2004, al-Bir Fawqani về mặt hành chính thuộc về Nahiya Jarabulus trong Quận Jarabulus. Các địa phương lân cận bao gồm Turaykham 3 km (1,9 mi) về phía tây, al-Bir Tahtani 2 km (1,2 mi) về phía đông bắc và Qandariyah 3 km (1,9 mi) về phía nam.